# Utricularia furcellata
Utricularia furcellata este o specie de plante carnivore din genul Utricularia, familia Lentibulariaceae, ordinul Lamiales, descrisă de Oliver. Conform Catalogue of Life specia Utricularia furcellata nu are subspecii cunoscute.